# Belák Sándor (biokémikus)
Belák Sándor (Enying, 1886. július 17. – Budapest, 1947. március 12.) kísérleti kórtani kutató, farmakológus, egyetemi tanár, a Magyar Tudományos Akadémia levelező tagja (1943).

## Életpályája
Belák Sándor és Pesthy Róza fia. Enyingen született 1886. július 17-én. 1908-ban tanársegéd, 1910. február 12-én avatták orvossá. 1908-tól a Tangl Ferenc vezette Általános Kórtani Intézetben dolgozott tanársegédként, majd a Gyógyszertani Intézet adjunktusa lett. 1917-ben a kísérleti gyógyszertan magántanára volt. 1921-ben kinevezést kapott a Debreceni Tisza István Tudományegyetem újonnan alakult Orvostudományi Karára a gyógyszerhatástan nyilvános rendes tanárává és a közegészségtan helyettes, majd 1927-től nyilvános rendes tanárává. 1922/23-1923/24. tanévekben ugyanitt dékáni tisztet töltött be. Rövidebb ideig a berlini Charité Klinikán is dolgozott. 1932-ben az általános kórtan nyilvános rendes és a bakteriológia megbízott tanárának hívták meg Budapestre, egyben az Általános Kórtani és Bakteriológiai Intézet igazgatójának is. Ezzel párhuzamosan 1937-től ellátta a budapesti Rheuma és Fürdőkutató Intézet igazgatói tisztét is. 1943. május 14-én az Akadémia levelező tagjává választotta. 
Budapesten hunyt el hurutos tüdőgyulladás, szívszélhűdés következtében, 61 évesen, 1947. március 12-én. Felesége Schrikker Katalin volt.

## Munkássága
Elnöke volt a Magyar Orvosok Rheumaegyesületének és a Magyar Hygienikusok Társaságának, valamint alelnöke volt a Nemzetközi Fürdőügyi Szövetségnek és a Magyar Meteorológiai Társaságnak. 
Kutatásai érintették az alkat és az öröklött tulajdonságok, az orvosi meteorológia, a balneológia, a vérképzés bakteriológiájának területét, a kolloidkémiát, a vegetatív idegrendszer és az immunrendszer kapcsolatát, ezenkívül a biokémia módszertani alapelveivel is foglalkozott. Jelentősek az orvosmeteorológiai és balneológiai kutatásai is. Új vizeletvizsgálati módszert is kidolgozott. 
1937-től két tanéven át ő látta el a budapesti Orvoskar dékáni feladatait is.

## Főbb munkái
- A vizeletvizsgálat módszerei. (Budapest, 1914.)
- Kolloidkémiai vonatkozások a farmakológiában. (Orvosképzés, 1919.)
- A vegetatív idegrendszer és immunitás. (A Tisza István Tudományos Társ. munkálatai II. 1927.)
- Adatok a diftéria járványtanához. (Népegészségügy, 1932.)
- A balneotherápia elméleti vonatkozásai. (Orvosképzés, 1937.)
- Az immunitás mint vegetatív functio. (Orvosi Hetilap, 1938.)
- A rheuma kórfejlődése. (Rheumatológia Budapest, 1941.)
- Gyógyfürdők és gyógyforrások jelentősége a modern gyógyászatban. (A magyar idegenforgalom évkönyve. Budapest, 1941.)
- A rheumagyógyítás és megelőzés kórélettani kérdései. (Orvosképzés, 1941.)
- Spastikus és dilatatorikus hyperenergia. (Budapest, 1943.
- Rheuma és rheumás betegségek. (Orvosképzés, 1944.)